# 丹尼·费里
丹尼尔·约翰·威拉德·费里（英語：Daniel John Willard Ferry，1966年10月17日—）是美国前职业篮球运动员。

## 职业生涯
费里出生于马里兰州海厄茨维尔，其父鲍勃·费里原为NBA中锋。费里大学时效力于杜克大学，在校期间三次率队打入NCAA四强，多次被评为最佳球员。费里至今仍保持着杜克大学单场得分最高纪录——58分。他的35号球衣在杜克大学已经退役。
在1989年NBA选秀中，费里于首轮第2顺位被洛杉矶快船队选中，但他宁可前往意大利篮球联赛效力一年，也拒绝前往快船队报到。次年，快船队被迫将其签约权交换去骑士队，以换取罗恩·哈珀。
骑士队为费里提供了一份10年保障合同，但是他的表现远低于预期，仅有两个赛季的平均得分达到了两位数。2000年合同结束后，费里以自由球员身份与圣安东尼奥马刺队签约。2003年，费里随队夺得了NBA总冠军。赛后，费里宣布退役，转任马刺队的篮球事务总监，帮助球队在2005年再次夺冠。其后，费里与骑士队签约，成为其球队总经理。